# Kalinin K-5
El Kalinin K-5 fue un monoplano monomotor comercial producido en la Unión Soviética en la década de 1930. Construido en mayor cantidad que cualquier otro avión soviético de su época, con unas 260 unidades fue operado principalmente por las predecesoras de Aeroflot, las aerolíneas estatales Ukrpovitroshliakh (RSS Ucrania) y Dobrolet. Junto con el polimotor Tupolev ANT-9, sustituyó a los modelos de aviones extranjeros, principalmente alemanes, que hasta entonces predominaban.
El K-5 satisfizo las necesidades operativas del cliente mejor que cualquier otro avión de transporte soviético. Era más sencillo, económico de construir y operar que su competidor, el ANT-9. Por lo que no es de extrañar que, el K-5 formara parte del mayor número de aviones comerciales soviéticos de preguerra. Fue el primero en desplazar a los aviones extranjeros -principalmente a los Junkers F 13 y Dornier Merkur III- de las rutas nacionales. Debido a su diseño mixto, el K-5 era económico de fabricar. Sin embargo, esto también provocó frecuentes averías y una corta vida útil de varios componentes. La baja calidad de los aviones de producción también puede considerarse una desventaja.
Además de la versión de pasajeros, se fabricaron versiones ambulancia y topográfica. En la versión de transporte militar, los aviones fueron utilizados por las VVS, las Tropas Fronterizas Soviéticas y la NKVD, participando en la Guerra de Invierno. El avión voló más tiempo con los anteriormente citados que en las rutas civiles, siendo los últimos ejemplares militares retirados en 1943.

## Historia

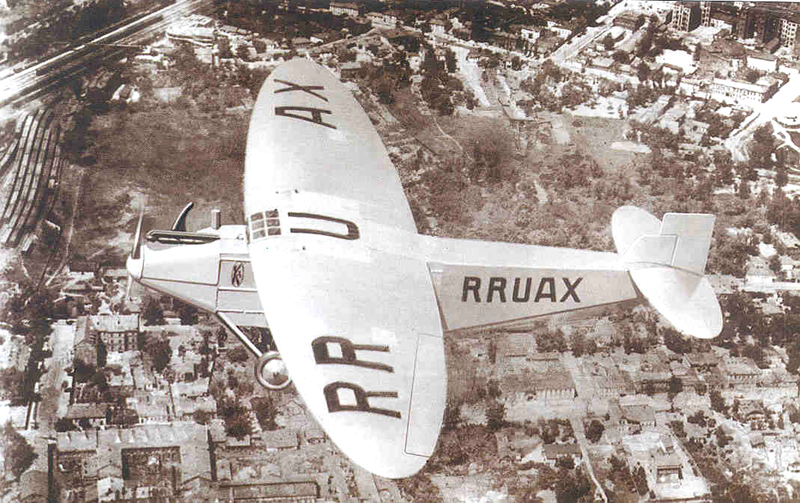
Kalinin K-4 sobre Kharkiv, 1928

Konstantin Alekseevich Kalinin, uno de los más destacados de la primera generación de diseñadores soviéticos, diseñó a partir de 1923 y construyó en 1925 su primer aeroplano de transporte. Designado Kalinin K-1, era un monoplano con ala de implantación alta, arriostrada por montantes y planta elíptica, una característica que fue típica en los diseños posteriores de Kalinin.   
Tras el éxito internacional del avión de cuatro plazas K-4, Medalla de Oro en la Internationalen Luftfahrtausstellung - ILA en Berlín, la Oficina de Diseño de Kalinin comenzó a diseñar un nuevo avión de pasajeros, más avanzado y de mayor tamaño, con capacidad para 10-12 pasajeros. El avión en diseño se incluyó en el plan quinquenal de construcción de aeronaves experimentales, junto con el primer avión de pasajeros de Tupolev, el ANT-9.

### Desarrollo / Motorizaciones
La oficina de diseño creada por K. Kalinin en 1926 en Járkov, Ucrania comenzó a desarrollar el K-5 ese mismo año, aunque, no empezó a trabajar en él hasta que las autoridades mostraron interés unos años después, y en 1928 el diseño del nuevo avión se presentó al Consejo de Aviación Civil y fue aprobado por la Comisión científica y técnica de la UVVS. De hecho se incluyó, solicitado por Iósif Stalin, junto con el Tupolev ANT-9 entre los prototipos que se construirán de acuerdo con el Primer Plan Quinquenal (1928-1932).  Tras aplicar con éxito desarrollos previos, los diseñadores crearon un aparato más avanzado que el K-4. El primer prototipo se construyó en 1929 y el primer vuelo tuvo lugar el 18 de octubre con M. Artëmevič Snegirev a los mandos. En mayo de 1930, el K-5 voló a Moscú, donde realizó vuelos de demostración ante la comisión estatal. Las pruebas de evaluación para su aprobación por las autoridades comenzaron el 30 de mayo de 1930 y concluyeron con éxito. El aparato se sometió a nuevas pruebas y comenzó a realizar una serie de vuelos experimentales, primero entre Járkov y Moscú, y posteriormente también a Mineralnye Vody y Bakú.
El K-5 no tenía nada que envidiar a los aviones extranjeros de la misma clase en comodidad; era fácil de controlar, tenía buena aerodinámica, y despegaba y aterrizaba con facilidad. Además, podía utilizarse en condiciones invernales, ya que podía sustituirse el tren de aterrizaje con ruedas por esquís.
Tras estos vuelos, pronto se observó que el motor Bessonov M-15 presentaba graves problemas de fiabilidad; en particular, fallos muy frecuentes obligaron a las tripulaciones a realizar varios aterrizajes de emergencia, tenía frecuentes averías del cigüeñal y las bielas y fallos en las bujías, lo que obligaba a sustituirlos. Por otro lado, la vida útil media del motor se estimaba en tan solo unas docenas de horas. Todo esto llevó a la Inspección de Aviación Civil a ordenar la interrupción de los vuelos y la inmovilización de la flota a la espera de que se solucionara el problema.
Se creó un segundo prototipo para instalarle un nuevo motor Pratt & Whitney R-1690 Hornet que, no estuvo listo hasta la primavera de 1930, cuando finalmente se recibió el motor de Estados Unidos. Este realizó una serie de vuelos sobre ciudades de Ucrania entre mayo y junio de 1930.
En un intento por superar los problemas de fiabilidad que afectaba al motor, Kalinin decidió equipar el avión con un motor radial Shvetsov M-22. Esto soluciono los problemas de fiabilidad, pero hubo problemas con la instalación y el rendimiento también disminuyó debido al peso (395 kg) y la mayor resistencia aerodinámica. Las pruebas de aceptación realizadas entre el 26 de mayo y el 26 de junio de 1932 confirmaron las mejoras en la fiabilidad, pero la capacidad de carga se consideró demasiado baja; de hecho, a pesar de 550 despegues y aterrizajes, y 2000 virajes pronunciados completados sin problemas, el avión fue rechazado. Para entonces, sin embargo, el M-15 había alcanzado la fiabilidad suficiente como para que se levantaran las restricciones y se reanudara la producción del K-5, por lo que se reanudó la producción del motor. Por esta razón, se equiparon hasta 100 aviones con este motor, cuya fiabilidad quedó demostrada en un duro vuelo sobre la cordillera del Gran Cáucaso el 25 de junio de 1933.
El motor definitivo fue el lineal V12 Mikulin M-17F una variante de fabricación local partiendo de la base del BMW VI que se había construido bajo licencia, y que ofrecía mejoras tanto en potencia como en rendimiento. Sin embargo, este motor era bastante más pesado (540 kg), por lo que la capacidad de carga y la autonomía se redujeron. Además, debido a problemas estructurales surgidos tras la instalación del M-17F, fue necesario modificar la aeronave. Varias docenas tuvieron que ser modificados; lo que condujo a un aumento del peso de despegue, y a la necesidad de reducir la carga útil. No obstante, la modificación fue aceptada para la producción en serie. Ejemplares de series anteriores también se rediseñaron para el M17F, en las plantas n.º 89 y n.º 81. Se intentó aumentar la carga útil, pero sin éxito. La nueva versión tuvo que reducir la autonomía de vuelo o el número de pasajeros. No obstante, Aeroflot reconoció al avión como uno de los mejores aviones de pasajeros de su clase.

## Diseño
Monoplano monomotor de ala alta arriostrada por cuatro puntales de acero revestidos de madera, de construcción mixta y con cola clásica. El fuselaje era de sección rectangular, con un marco de tubos de acero soldados. El exterior de la parte delantera, incluida la cabina de pasajeros, estaba revestida de láminas de duraluminio, mientras que la parte trasera lo estaba de loneta impermeable con refuerzos de alambre. Esta tela solía ser de algodón o lino, a menudo recubierta con un producto químico llamado "dope" para hacerla más resistente al aire y a la intemperie. A proa se encontraba el compartimento del motor con un marco universal (para diferentes modelos), y a continuación, la cabina cerrada para la tripulación. Detrás, la cabina de pasaje contaba con calefacción, paredes y ajustables asientos tapizados, ventilación forzada, iluminación local con ventanillas con cortinas, y maletero, al fondo de la cabina un pequeño aseo.
El ala tenía forma elíptica, con dos largueros. El armazón de la sección central es de acero soldado, las consolas son de madera con refuerzos de alambre. El revestimiento era de tela. Los puntales del ala (dos a cada lado del fuselaje) son tubos de acero con carenados de madera contrachapada.
Se instalaron tres modelos de motores en diferentes variantes:
- M-15 — 450 hp (330 kW), motor radial de 9 cilindros refrigerado por aire con un peso de 354 kg El primer motor radial de gran potencia de diseño nacional. Desarrollado por A. P. Ostrovskiy y N. P. Kurbatov bajo la supervisión de A. A. Bessonov, y fabricado por la Planta de Motores de Aviación nº 24 de Moscú.
- Shvetsov M-22 — 480 hp (350 kW), motor radial de 9 cilindros refrigerado por aire con un peso de 395 kg. Producido por la Planta Estatal de Aviación nº 29 de Zaporiyia.
- Mikulin M-17F — 500-730 hp (365-533 kW), motor lineal V12 refrigerado por agua con un peso de 540 kg. Fabricado por el GAZ nº 26 en Rybinsk. Las hélices eran bipala en todas las motorizaciones.

La cola vertical era de una sola deriva con timón. El estabilizador, elíptico y con timones, está arriostrado por puntales y cuenta con elevadores, con un ángulo de instalación ajustable en vuelo (±5°). El bastidor de la cola estaba construido en madera y está recubierto de tela.
El tren de aterrizaje fijo era de dos columnas con patín trasero. Los pilares piramidales, y los semiejes - las únicas piezas importadas- eran de acero al cromo-molibdeno. Cada pilar tiene una rueda de 1100 × 250 mm. La amortiguación contaba con piezas de caucho diseñadas para absorber impactos y reducir la vibración transmitida. 
Instrumentos: anemómetro, altímetro, indicador de velocidad de aterrizaje, tacómetro, manómetros de presión de aceite, y del tanque de combustible, termómetro de aceite - 2 piezas.

## Historial operativo (resumido)

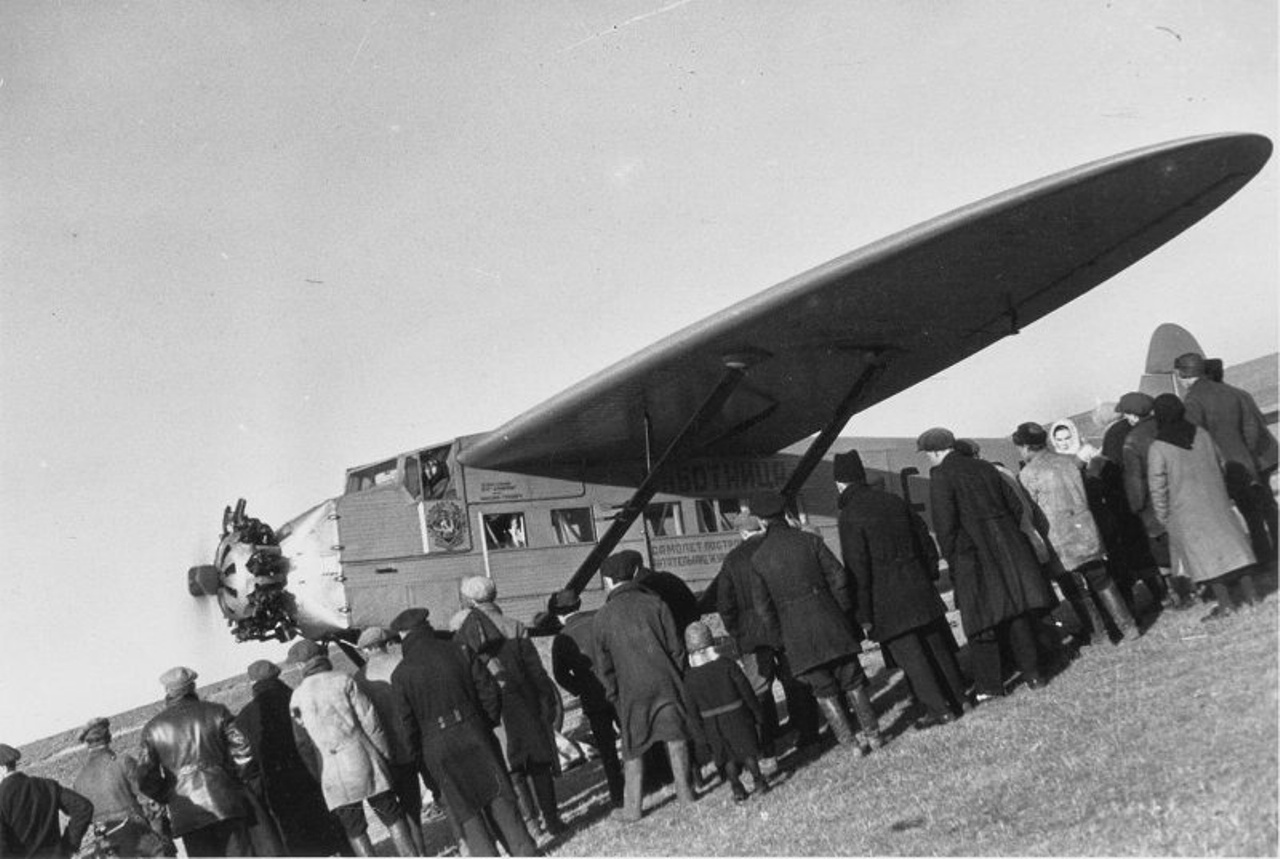
Escuadrón especial de propaganda combinada Maksim Gorki. K-5M-22 CCCP-N1006 de Dobrolet "Trabajador de la Bandera Roja de la URSS", construido con fondos de las lectoras de la revista Rabotnitsa. 1933

Tras finalizar las pruebas, comenzó la producción en serie y las pruebas de funcionamiento del K-5M-15 en la ruta Moscú-Járkov. Ese mismo verano, el avión comenzó a volar en la ruta Járkov-Mineralnye Vody. Posteriormente, en la ruta Járkov-Bakú.
La fiabilidad del aparato fue demostrada con el vuelo del 25 de junio de 1933 sobre las Montañas del Cáucaso, el primero en la historia aérea de Rusia. El vuelo de Tiflis a Piatigorsk fue realizado por una aeronave de la Dirección Transcaucásica de la Flota Aérea Civil.
El 14 de febrero de 1932, la modificación con motor M-22 (Bristol Jupiter VI construido bajo licencia) voló por primera vez. Esta versión contaba con fuselaje, alas y patín de cola reforzados, y un soporte de motor acortado. La cabina estaba revestida con un suave revestimiento insonorizante. El primer avión de esta versión tenía sobrepeso, pero posteriormente fue posible adaptarlo a las necesidades del cliente (es decir, Aeroflot). En 1933, entró en servicio como K-5M-22. Estos aviones se fabricaron en la planta de Járkov tras la finalización del K-5M-15.
La variante K-5M-17F apareció a finales de 1934. En mayo de 1935 entró en servicio con Ukrpovitroshliakh, la aerolínea de la RSS de Ucrania en la ruta Járkov-Moscú. El 5 de mayo de 1937, comenzó a volar desde Moscú a Leningrado. El avión también se utilizó en otras rutas principales desde Moscú a Sverdlovsk, Tashkent, Arkhangelsk y otras grandes ciudades, y operó con casi todas las administraciones territoriales de la Flota Aérea Civil. Hasta 1940, este aeroplano fue el principal avión de pasajeros de Aeroflot en rutas nacionales. Su techo de vuelo  permitió abrir una ruta a través de la Cordillera del Cáucaso, sobrevolándola a una altitud media de 4500 m.

## Características técnicas (motor Mikulin M-17F)
Referencia datos: web.archive.org: K-5, K.A. Kalinin

### Características generales
- Tripulación: 2
- Capacidad: 8 ó
- Carga: 690 kg
- Longitud: 15,87 m
- Envergadura: 20,50 m
- Altura: 2,89 m
- Superficie alar: 66,0 m²
- Peso vacío: 3060 kg
- Peso máximo al despegue: 4030 kg
- Planta motriz: 1× lineal V12 refrigerado por líquido Mikulin M-17F.
  - Potencia: 533 kW (735 HP; 725 CV)

### Rendimiento
- Velocidad nunca excedida (Vne): 190 km/h
- Velocidad máxima operativa (Vno): 190 km/h
- Velocidad crucero (Vc): 157 km/h
- Alcance: 950 km
- Techo de vuelo: 4780 m
- Régimen de ascenso: 48 m a 1000 m
- Carga alar: 56,7 kg/m²

## Operadores
Unión Soviética

### Civiles
- Aeroflot
- Dobrolet
- Ukrpovitroshliakh

### Militares
- Voyenno-vozdushnye sily - VVS
- Pogranichnyie Voiska SSSR
- Naródny Komissariat Vnútrenni Del - NKVD

 Mongolia
- Aviación del Ejército Popular de Mongolia